# Young Deenay
Fatima Napo (née le 14 janvier 1979), connue sous le nom de scène Young Deenay est une rappeuse allemande. 
Elle naît à Bandiagara au Mali. Elle étudie ensuite la psychologie à l'université de Francfort. 
- Son single le plus connu est "Walk on by" (1997)[1], resté 14 semaines dans le top allemand.
- Son deuxième single est "Wanna Be Your Lover" (1998)[1], en collaboration avec Sasha
- Elle sort un album, Birth (1997)[1]